# كولمبو
كُلُنْب أو كلنبة أو كولومبو (بالسنهالية: කොළඹ؛ بالتملية: كٗۻُمْبُ/கொழும்பு)كبرى مدن سريلنكا وأعمرها، وكذلك كانت حين زارها ابن بطوطة إذ قال «وهي من أحسن بلاد سرنديب وأكبرها» وقد رواها بفتح الكاف واللام وسكون النون، ما يدل على أن الاسم ليس من وضع البرتغال. وهي في جنوبي الجزيرة على ساحلها الغربي. وقد دخلها المسلمون في القرن الثاني للهجرة للتجارة. وهي اليوم عاصمة سريلنكا التنفيذية والقضائية.

## تاريخ
منذ مئات السنين كانت كلنب معروفة لدى التجار الروم، والعرب، والصينيين. استقر المسلمون في كلنب في القرن الثامن الميلادي بسبب أهمية الميناء الاقتصادية، الذي كان مركز التجارة بين الممالك السنهالية وخارجها. في القرن السادس عشر، وصل البرتغاليون لكلنب، وأخرجوا المسلمين منها، وقاموا ببناء قلاع فيها لحماية تجارتهم للبهارات.
في عام 1656 احتل الهولنديون كلنب بعد حصار طويل، وقد كانت عاصمة المحافظات البحرية لشركة الهند الشرقية الهولندية حتى عام 1796. في عام 1802 جعل البريطانيون كلنب عاصمة مستعمرتهم سيلان. استقلت سريلانكا عن بريطانيا في عام 1948.
ومما يذكر أن هذه المدينة هي التي نُـفي إليها أحمد عرابي ومحمود سامي البارودي وعبد الله النديم.

## جغرافيا
جغرافيا كلنب هو خليط من السهول والمستنقعات والتلال. المناطق الشمالية والجنوبية من المدينة مليئة بالتلال. المناطق الشرقية والجنوبية الشرقية محاطة بالمستنقعات. للمدينة عدة قنوات مائية منها بحيرة بيرا في وسطها. كما يتدفق نهر كيلاني في الحدود الشمالية والشمالية الشرقية من المدينة، ويلتقي بالبحر في نقطة تسمى موديرا بالسنهالية، والتي تعني الدلتا.

## معرض صور

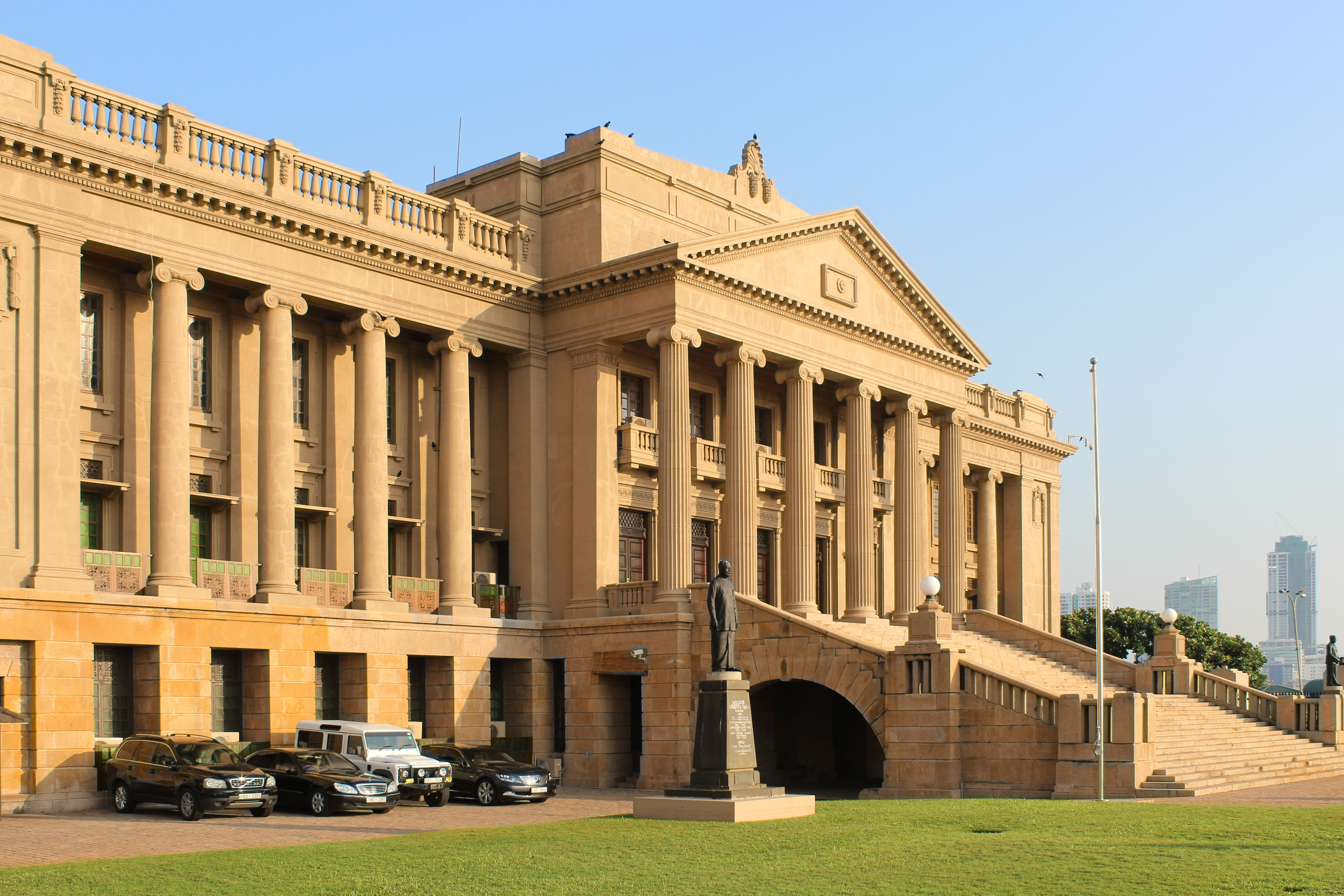
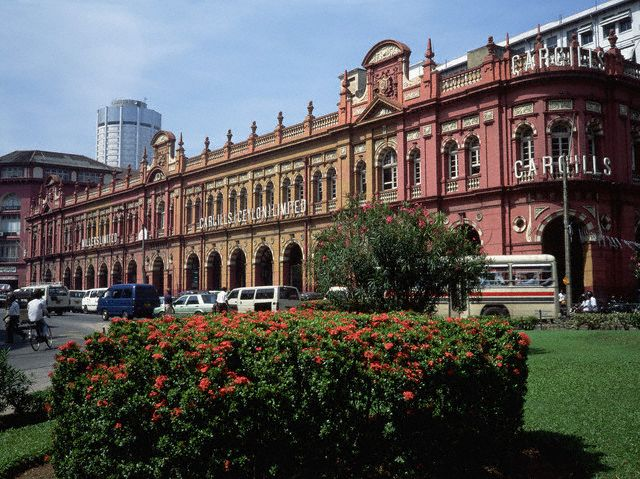
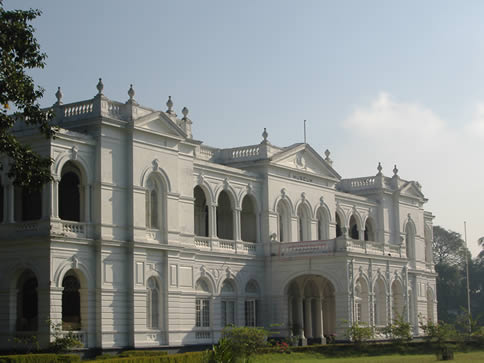

## توأمة
لكلنب اتفاقيات توأمة مع كل من:
- بيراتناغار
- سانت بطرسبرغ
- شانغهاي (2003 -)
- ليدز
- أولان باتور
- ماليه
- ليدز [الإنجليزية]‏

## أعلام
- جونيوس ريتشارد جيوردين
- سيريمافو باندرانايكا
- آرثر سي كلارك
- تشاندريكا كماراتونغا
- توني هور
- ليونورا بولكينغهورن

## وصلات خارجية
- الموقع الرسمي